# Либърти (окръг, Флорида)
Вижте пояснителната страница за други значения на Либърти.
Окръг Либърти (на английски: Liberty County) е окръг в щата Флорида, Съединени американски щати. Площта му е 2183 km², а населението - 7021 души (2000). Административен център е град Бристъл.